# أوبن فاس
اوبن فاس (OpenVas) هو الاسم المختصر لـ(Open Vulnerability Assessment System) بمعنى نظام تقويم الثغرات المفتوحه. اسمه الأساسي كان GNessUs وهو نظام مكون من عدة خدمات وأدوات تعمل على فحص وإدارة الثغرات. جميع أدوات نظام OpenVAS هي برمجيات مجانيةٌ مفتوحة المصدر. وأغلب هذه البرمجيات مصرحه من قبل رخصة جنو العمومية.
OpenVAS هو عضو في مؤسسة البرمجيات في المصلحة العامه .
OpenVAS بدأ كتفرع مفتوح المصدر باسم GNessUs من برنامج Nessus في عام 2005 عندما قررت شركة تينابل أن تحول Nessus إلى برنامج مغلق المصدر(احتكاري).اشتهر OpenVAS بأنه جيد التوثيق مما يسهل عمل المطورين له. كما أنه نظام رائع لتصيد الثغرات المفتوحه وهو يجمع المعلومات عن الثغرات بشكل يومي وأسبوعي.

## وصلات خارجية
- OpenVas على موقع Open Hub (الإنجليزية)
- OpenVas على موقع Free Software Directory (الإنجليزية)
- OpenVAS web site
- OpenVAS, Nessus and NexPose Tested